# IC 1809
IC 1809 је спирална галаксија у сазвјежђу Ован која се налази на листи објеката дубоког неба у Индекс каталогу.
Деклинација објекта је + 22° 55' 3" а ректасцензија 2h 31m 40,5s. Привидна величина (магнитуда) објекта IC 1809 износи 14,1 а фотографска магнитуда 14,9. IC 1809 је још познат и под ознакама UGC 1996, MCG 4-7-4, CGCG 484-2, 3ZW 48, IRAS 02288+2241, PGC 9616.